# Ilario Carposio

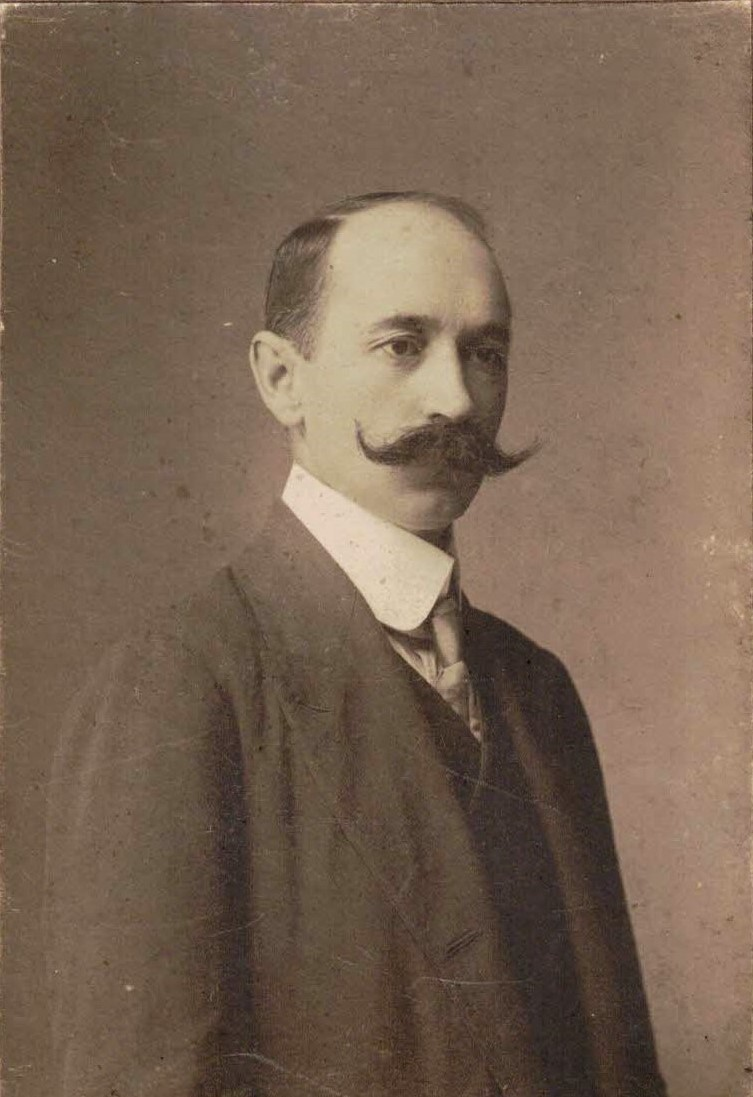
Ilario Carposio in September, 1912

Ilario Carposio (* 1852 in Trient; † 1921 in Fiume) war ein künstlerischer Fotograf, der ein wichtiges Studio in Fiume besaß, (Rijeka im heutigen Kroatien). Er war ein Bürger Österreich-Ungarns italienischer Muttersprache.

## Biografie
Carposios Studio eröffnete 1878 und wurde schnell geschätzt. Ilario Carposio empfing sieben Preise, darunter der erste Preis der Landwirtschafts- und Industrieausstellung Österreich-Ungarns (Triest, 1882). Dank Ilarios Sohn Renato Carposio (1886–1930) und später Renatos Frau Maruzza arbeitete das Studio nach Ilarios Tod weiter. Die Tätigkeit hörte erst 1947 nach dem Zweiten Weltkrieg und den wichtigen politischen Änderungen auf (Fiume/Rijeka wurde Jugoslawien übergeben und die allermeisten Einwohner italienischer Abstammung flohen).
Ilario Carposio hatte sieben Söhne. Enrico Carposio (1887–1980) war ein Professor der Mathematik und der Physik in Fiume und nach dem Zweiten Weltkrieg in Bologna.
Im April und Mai 2004 wurden zwei Ausstellungen in Rijeka und Zagreb gehalten, was das Interesse der Öffentlichkeit für die Arbeit von Ilario Carposio erneuerte.

## Werke (Galerie)

Ilario Carposios Fotografie zeigt laut Bildlegende Franz von Suppè mit seinen Söhnen (tatsächlich aber Peter von Suppè mit zwei Knaben).